# Moluckdrongogök
Moluckdrongogök (Surniculus musschenbroeki) är en fågel i familjen gökar inom ordningen gökfåglar.

## Utbredning och systematik
Fågeln återfinns i Indonesien på Sulawesi och Moluckerna (Butung, Halmahera, Bacan och Obi). Tidigare betraktades den som underart till S. lugubris, som nu urskiljs som tvärstjärtad drongogök, och vissa gör det fortfarande.

## Status
IUCN kategoriserar arten som livskraftig.